# Christopher Poulsen
Christopher Fangel Poulsen (Hirtshals, 11 september 1981) is een Deens voetballer (verdediger) die sinds 2013 voor de Deense eersteklasser Viborg FF uitkomt. Voordien speelde hij onder meer voor FC Midtjylland.

## Interlandcarrière
Poulsen speelde in 2008 twee wedstrijden voor de Deense nationale ploeg. Hij maakte zijn debuut in augustus 2008 in een vriendschappelijke wedstrijd tegen Spanje. In september 2008 startte hij in de basis in de kwalificatiewedstrijd voor het WK tegen Hongarije (0-0).